# Saltos ornamentais nos Jogos Olímpicos de Verão de 2012 - Plataforma 10 m individual masculino
A competição da plataforma de 10 metros masculino dos saltos ornamentais nos Jogos Olímpicos de Verão de 2012 foi disputada nos dias 10 e 11 de agosto no Centro Aquático, em Londres.
Composta de três fases, na primeira os 32 atletas executam seis saltos. Os 18 atletas mais bem colocados se classificam para as semifinais. Novamente, cada atleta executa seis saltos e os 12 mais bem colocadas avançam para as finais. A cada nova fase, os resultados da fase anterior são desconsiderados. Nas finais, as atletas executam mais seis saltos.
Cada salto é avaliado por sete juízes, com notas de zero a dez e incremento de meio (0,5) ponto. Dessas sete notas, são descartadas a nota mais baixa e a mais alta. As demais notas são somadas, multiplicadas por 0,6 e depois multiplicada pelo grau de dificuldade do salto. Este é o valor atribuído ao salto.

## Medalhistas
| Ouro   | USA David Boudia |
| Prata  | CHN Qiu Bo       |
| Bronze | GBR Tom Daley    |

## Resultados
| Pos.              | Atleta                   | Preliminar | Preliminar | Semifinal | Semifinal | Semifinal | Semifinal | Semifinal | Semifinal | Semifinal | Semifinal | Final    | Final    | Final    | Final    | Final    | Final    | Final  | Final |
| Pos.              | Atleta                   | Pontos     | Pos.       | 1º salto  | 2º salto  | 3º salto  | 4º salto  | 5º salto  | 6º salto  | Pontos    | Pos.      | 1º salto | 2º salto | 3º salto | 4º salto | 5º salto | 6º salto | Pontos |       |
| ----------------- | ------------------------ | ---------- | ---------- | --------- | --------- | --------- | --------- | --------- | --------- | --------- | --------- | -------- | -------- | -------- | -------- | -------- | -------- | ------ | ----- |
| Medalha de ouro   | USA David Boudia         | 439.15     | 18         | 88.20     | 86.40     | 94.35     | 85.80     | 82.80     | 93.60     | 531.15    | 3         | 97.20    | 86.40    | 99.90    | 90.75    | 91.80    | 102.60   | 568.65 |       |
| Medalha de prata  | CHN Qiu Bo               | 563.70     | 1          | 89.60     | 85.75     | 94.05     | 102.60    | 94.35     | 97.20     | 563.55    | 1         | 91.20    | 94.50    | 92.40    | 93.60    | 94.35    | 100.80   | 566.85 |       |
| Medalha de bronze | GBR Tom Daley            | 448.45     | 15         | 81.00     | 86.40     | 84.00     | 88.80     | 91.80     | 89.10     | 521.10    | 4         | 91.80    | 86.40    | 92.75    | 98.05    | 97.20    | 90.75    | 556.95 |       |
| 4                 | RUS Victor Minibaev      | 449.05     | 14         | 81.60     | 86.95     | 79.20     | 81.00     | 91.80     | 93.60     | 514.15    | 6         | 81.60    | 92.50    | 89.10    | 81.00    | 91.80    | 91.80    | 527.80 |       |
| 5                 | CUB José Guerra          | 440.90     | 17         | 76.50     | 88.20     | 86.40     | 81.60     | 79.20     | 90.00     | 501.90    | 9         | 76.50    | 88.20    | 86.40    | 96.90    | 82.50    | 97.20    | 527.70 |       |
| 6                 | CHN Lin Yue              | 532.15     | 2          | 81.60     | 94.05     | 102.60    | 94.35     | 75.60     | 93.60     | 541.80    | 2         | 91.20    | 94.05    | 91.80    | 68.45    | 91.80    | 90.00    | 527.30 |       |
| 7                 | MEX Iván García          | 491.70     | 6          | 88.80     | 87.45     | 86.10     | 81.00     | 74.25     | 79.80     | 497.40    | 10        | 83.25    | 82.50    | 98.40    | 81.00    | 89.10    | 87.40    | 521.65 |       |
| 8                 | GER Martin Wolfram       | 496.80     | 4          | 91.80     | 86.40     | 79.20     | 86.40     | 86.40     | 88.80     | 519.00    | 5         | 97.20    | 86.40    | 77.55    | 64.80    | 88.20    | 92.50    | 506.65 |       |
| 9                 | USA Nick McCrory         | 480.90     | 8          | 76.80     | 83.20     | 83.25     | 89.10     | 84.15     | 90.00     | 506.50    | 7         | 86.40    | 75.20    | 83.25    | 79.20    | 84.15    | 97.20    | 505.40 |       |
| 10                | GER Sascha Klein         | 525.05     | 3          | 76.80     | 90.65     | 89.25     | 91.80     | 74.25     | 81.00     | 503.75    | 8         | 80.00    | 83.25    | 66.50    | 97.20    | 77.55    | 91.80    | 496.30 |       |
| 11                | CAN Riley McCormick      | 452.75     | 11         | 72.00     | 86.40     | 81.60     | 79.20     | 79.20     | 97.20     | 495.60    | 12        | 76.50    | 86.40    | 81.60    | 79.20    | 74.25    | 95.40    | 493.35 |       |
| 12                | UKR Oleksandr Bondar     | 481.65     | 7          | 78.40     | 77.70     | 82.80     | 89.10     | 89.10     | 79.20     | 496.30    | 11        | 72.00    | 88.80    | 82.80    | 79.20    | 56.10    | 64.80    | 443.70 |       |
| 13                | AUS Matthew Mitcham      | 457.20     | 9          | 75.00     | 85.80     | 86.40     | 90.75     | 74.25     | 70.20     | 482.40    | 13        | —        | —        | —        | —        | —        | —        | —      |       |
| 14                | MEX Germán Sánchez       | 495.85     | 5          | 85.80     | 91.20     | 36.30     | 86.10     | 89.10     | 88.80     | 477.30    | 14        | —        | —        | —        | —        | —        | —        | —      |       |
| 15                | UKR Anton Zakharov       | 451.35     | 12         | 76.80     | 86.40     | 88.80     | 84.15     | 36.75     | 91.80     | 464.70    | 15        | —        | —        | —        | —        | —        | —        | —      |       |
| 16                | RUS Gleb Galperin        | 445.60     | 16         | 81.30     | 37.40     | 72.00     | 89.10     | 89.10     | 84.60     | 453.80    | 16        | —        | —        | —        | —        | —        | —        | —      |       |
| 17                | COL Víctor Ortega        | 450.60     | 13         | 68.80     | 63.00     | 69.30     | 78.40     | 80.85     | 79.20     | 439.55    | 17        | —        | —        | —        | —        | —        | —        | —      |       |
| 18                | CUB Jeinkler Aguirre     | 453.50     | 10         | 72.00     | 75.20     | 55.80     | 83.20     | 64.35     | 86.40     | 436.95    | 18        | —        | —        | —        | —        | —        | —        | —      |       |
| 19                | MAS Bryan Lomas          | 434.95     | 19         | —         | —         | —         | —         | —         | —         | —         | —         | —        | —        | —        | —        | —        | —        | —      | —     |
| 20                | AUS James Connor         | 427.45     | 20         | —         | —         | —         | —         | —         | —         | —         | —         | —        | —        | —        | —        | —        | —        | —      | —     |
| 21                | BLR Vadim Kaptur         | 420.60     | 21         | —         | —         | —         | —         | —         | —         | —         | —         | —        | —        | —        | —        | —        | —        | —      | —     |
| 22                | COL Sebastián Villa      | 419.25     | 22         | —         | —         | —         | —         | —         | —         | —         | —         | —        | —        | —        | —        | —        | —        | —      | —     |
| 23                | GBR Peter Waterfield     | 412.45     | 23         | —         | —         | —         | —         | —         | —         | —         | —         | —        | —        | —        | —        | —        | —        | —      | —     |
| 24                | NOR Amund Gismervik      | 401.55     | 24         | —         | —         | —         | —         | —         | —         | —         | —         | —        | —        | —        | —        | —        | —        | —      | —     |
| 25                | SWE Christofer Eskilsson | 375.30     | 25         | —         | —         | —         | —         | —         | —         | —         | —         | —        | —        | —        | —        | —        | —        | —      | —     |
| 26                | KOR Park Ji-ho           | 370.50     | 26         | —         | —         | —         | —         | —         | —         | —         | —         | —        | —        | —        | —        | —        | —        | —      | —     |
| 27                | ITA Francesco Dell'Uomo  | 370.25     | 27         | —         | —         | —         | —         | —         | —         | —         | —         | —        | —        | —        | —        | —        | —        | —      | —     |
| 28                | ITA Andrea Chiarabini    | 367.75     | 28         | —         | —         | —         | —         | —         | —         | —         | —         | —        | —        | —        | —        | —        | —        | —      | —     |
| 29                | CAN Eric Sehn            | 363.90     | 29         | —         | —         | —         | —         | —         | —         | —         | —         | —        | —        | —        | —        | —        | —        | —      | —     |
| 30                | BRA Hugo Parisi          | 363.70     | 30         | —         | —         | —         | —         | —         | —         | —         | —         | —        | —        | —        | —        | —        | —        | —      | —     |
| 31                | BLR Timofei Hordeichik   | 350.05     | 31         | —         | —         | —         | —         | —         | —         | —         | —         | —        | —        | —        | —        | —        | —        | —      | —     |
| 32                | PRK Ri Hyun-ju           | 331.30     | 32         | —         | —         | —         | —         | —         | —         | —         | —         | —        | —        | —        | —        | —        | —        | —      | —     |